# Dorcadion elbursense
Dorcadion elbursense là một loài bọ cánh cứng trong họ Cerambycidae.